# محوطه سالارآباد
محوطه سالارآباد مربوط به دوره اشکانیان است و در شهرستان کرمانشاه، بخش مرکزی، دهستان رازآور، ۷۰۰ متری غرب روستای سالارآباد واقع شده و این اثر در تاریخ ۷ خرداد ۱۳۸۷ با شمارهٔ ثبت ۲۲۸۰۷ به‌عنوان یکی از آثار ملی ایران به ثبت رسیده است.